# Jang Na-ra
Jang Nara (sinh ngày 18 tháng 3 năm 1981) là một nữ diễn viên, ca sĩ và nhà từ thiện người Hàn Quốc. Cô còn tham gia nghệ thuật và sự nghiệp điện ảnh Hoa ngữ nên được biết với tên phiên âm tiếng Trung của cô (giản thể: 张娜拉; phồn thể: 張娜拉; bính âm: Zhāng Nà Lā; Hán Việt: Trương Na Lạp).

## Tiểu sử
Lúc nhỏ, Jang Nara dành phần lớn thời gian vào việc học tại quê nhà Seoul. Cha là ông Ju Ho-seong, diễn viên kịch nói thuộc đoàn kịch quốc gia, còn mẹ xuất thân từ học viện Nghệ thuật lớp đào tạo diễn xuất thứ 11. Anh trai Jang Sung Won cũng là diễn viên hoạt động trong các chương trình giải trí của đài MBC. Cha cô cũng là người trực tiếp quản lý và người tổ chức trong mọi hoạt động nghệ thuật của con gái.
Trong một lần tham gia đóng vở kịch Những người khốn khổ cùng với cha của mình tại trường tiểu học đã khiến cô nuôi ước mơ trở thành diễn viên. Jang Nara bắt đầu tham gia làm người mẫu quảng cáo thương mại từ khi còn học trung học. Cô từng theo học trường Trung học nữ Yale (예일 여자 고등학교) và là bạn cùng lớp cựu hoa hậu Hàn Quốc 2005 Kim Joo-hee.
Jang Nara theo học Khoa Kịch nghệ và Nghệ thuật, Đại học Chung Ang với chuyên ngành Diễn xuất từ tháng 3 năm 2000 và tốt nghiệp ngày 19 tháng 2 năm 2010, được trao tặng giải thưởng đặc biệt vì những đóng góp của cô đối với Đại học Chung Ang. Phát biểu tại lễ tốt nghiệp, cô chia sẻ: "Tôi cảm thấy rất hồi hộp bởi phải mất 10 năm tôi mới nhận được bằng đại học. Nếu tự chấm điểm, tôi sẽ cho mình điểm F".
Sau khi vào học tại Đại học Chungang, Jang Nara mới thử sức với điện ảnh bằng cách tham gia bộ phim sitcom New Nonstop. Năm 2002, cô có vai chính đầu tiên trong sự nghiệp với phim Cô gái thông minh. Tác phẩm thành công vang dội với con số rating lên tới 42,6%, Jang Nara cùng bạn diễn Jang Hyuk được coi là cặp đôi đẹp nhất màn ảnh Hàn thời điểm đó. Trong giai đoạn 2002 – 2005, cô hoạt động trên nhiều lĩnh vực, từ diễn xuất, ca hát đến đóng quảng cáo. Jang Nara trở thành biểu tượng của showbiz Hàn thời bấy giờ. Danh tiếng của cô còn vươn sang các quốc gia khác trong khu vực châu Á. Jang Nara lọt vào mắt xanh của các nhà sản xuất phim Trung Quốc. Nữ diễn viên không bỏ lỡ cơ hội "tấn công" thị trường tỷ dân.
Năm 2005, Jang Nara chuyển hướng sang phát triển ở Trung Quốc - đây được coi là dấu mốc quan trọng nhất trong sự nghiệp của cô. Tại đây, cô tiếp tục thành công với hàng loạt những bộ phim ăn khách như "Công chúa bướng bỉnh", "Xin chào Thượng Hải", "Thái y nghịch ngợm", "Kiệu hoa"... Jang Nara được săn đón nhiệt tình và sớm chiếm cảm tình của nhiều khán giả. Trong giai đoạn 2004 - 2008, Jang Nara được xem là ngôi sao gốc Hàn thành công nhất tại Trung Quốc với lượng fan cực kỳ hùng hậu. Vị thế của cô ở Đại Lục ngày càng lớn. Năm 2008, cô còn là nghệ sĩ duy nhất không phải người gốc Hoa góp giọng trong ca khúc chủ đề của Olympic Bắc Kinh - Bắc Kinh đón chào bạn cùng với dàn sao tên tuổi khác. Tại Việt Nam, Jang Nara được biết đến nhiều nhất qua bộ phim đầu tiên của cô tại Trung Quốc: "Công chúa bướng bỉnh" (vì điều này nên khá nhiều người nhầm tưởng cô là diễn viên Trung Hoa) và trước đó cô cũng được khán giả biết tới với ca khúc hit đình đám "Sweet Dream" của mình.
Năm 2011, khi đã 30 tuổi, Jang Nara trở về quê hương đóng phim. Lúc này, hầu hết người hâm mộ đã dần lãng quên cô và bởi màn ảnh Hàn khi đó ngập tràn các bóng hồng xinh đẹp. "Baby Faced Beauty" là tác phẩm truyền hình đầu tiên của Jang Nara kể từ sau khi hồi hương. Tuy nhiên, phim không đạt hiệu ứng như mong đợi. Song, ít nhất Baby Faced Beauty cũng đã nhắc nhở khán giả nhớ về cái tên Jang Nara sau nhiều năm vắng bóng.
Từ 2013 - 2017, nữ diễn viên ở lại hẳn quê nhà đóng phim và đều đặn góp mặt vào một đến hai bộ phim mỗi năm. Những bộ phim "School 2013", "Định mệnh anh yêu em (Fated to love you - 2014)", "I remember you", "One more Happy Ending", "Go Back Couple",... dù chưa thực sự gây tiếng vang lớn nhưng cũng đã dần lấy lại được hình ảnh của cô trong lòng khán giả. Đến cuối 2018, Jang Nara mới tạo dấu ấn khó phai với The Last Empress. Phim được đánh giá sở hữu nội dung hấp dẫn, kịch tính, dàn diễn viên diễn xuất chắc tay. Bên cạnh đó, vai diễn Oh Sunny cũng cho thấy hướng đi mới trong diễn xuất của Jang Nara. Cô bắt đầu chuyển sang kiểu vai nặng tâm lý, có chiều sâu, phức tạp và gai góc thay vì những vai diễn ngây thơ, hiền lành từ đầu đến cuối phim như trước kia. Điều này chứng minh phong độ diễn xuất không hề sụt giảm qua bao nhiêu năm cùng khả năng biến hóa linh hoạt của Jang Nara. Sau "The Last Empress", ngôi sao sinh năm 1981 tiếp tục khẳng định mình với tác phẩm lấy đề tài đấu đá chốn công sở, ngoại tình - VIP. Lần này, cô tiếp tục gắn bó với dạng nhân vật có tính cách mạnh mẽ, dứt khoát, tâm tư phức tạp. Lên sóng vào dịp cuối năm 2019, phim nhiều lần lập kỷ lục rating. Jang Nara cũng nhiều lần lọt top sao được quan tâm nhất tuần, tháng nhờ sức hút của VIP.
Ngoài khả năng diễn xuất tuyệt vời và ổn định sau nhiều năm hoạt động, Jang Nara còn nổi tiếng với vẻ đẹp trẻ mãi không già của mình. Với khuôn mặt ngây thơ, trong sáng, làn da căng mịn đầy sức sống, đôi mắt trong veo dù đã bước sang tuổi 40 khiến nhiều người không khỏi kinh ngạc. Nhan sắc của cô vẫn khiến những cô gái trẻ cũng phải ghen tị. Truyền thông xứ Hàn thường gọi Jang Nara là "Mỹ nhân không tuổi" để nói về vẻ đẹp đặc biệt này của cô.
Ngày 03/06/2022, trên trang Instagram cá nhân, Jang Nara thông báo chính thức kết hôn với bạn trai kém mình 6 tuổi sau 2 năm tìm hiểu và hẹn hò.

## Sự nghiệp âm nhạc

### Album phòng thu tiếng Hàn
| Tiêu đề                                                                         | Chi tiết album | Vị trí thứ hạng | Doanh thu       |
| Tiêu đề                                                                         | Chi tiết album | KOR             | Doanh thu       |
| ------------------------------------------------------------------------------- | --- | --------------- | --------------- |
| First Story                                                                     | - Phát hành: June 18, 2001 - Label: SM Entertainment - Định dạng: CD, cassette Danh sách bài hát 1. 고백 (Confession) 2. 눈물에 얼굴을 묻는다 (Burying My Face In Tears) 3. 연 (Yun) 4. Make it Right 5. 물고기자리 (Pisces) 6. 4월이야기 (April Story) 7. 눈물에 얼굴을 묻는다 (Burying My Face In Tears) (String version) 8. Gloomy Sunday 9. Blue 10. 약속 (Promise) with Wheesung 11. My Pain 12. 지독한 사랑 (Vicious Love) | 7               | - KOR: 323,168+ |
| Sweet Dream                                                                     | - Phát hành: October 1, 2002 - Label: SM Entertainment - Định dạng: CD, cassette Danh sách bài hát 1. Sweet Dream 2. 아마도사랑이겠죠 (Perhaps Love) 3. 혼자서도 잘해요 (I Can Do It Well By Myself) 4. Pinekiss 5. 철부지 (A Mere Child) 6. Ending 7. I'll Be There For You 8. 뙈지아가 (Pig Baby) 9. 물망초 (A Forget-Me-Not) 10. 사막한가운데서 (In The Middle of the Desert) 11. Snowman 12. 다시 받아주겠니? (Can You Accept Me Again?) 13. 바람아 멈추어다오 (Please Stop the Wind) 14. 아마도 사랑이겠죠 (Perhaps Love) (Radio edit) | 1               | - KOR: 442,422+ |
| 3rd Story                                                                       | - Phát hành: December 2, 2003 - Label: SM Entertainment - Định dạng: CD, cassette Danh sách bài hát 1. We 2. 별이 빛나는 밤에 (Version 2) 3. 기도 (Last Pray) 4. 10년이 지난 후 나는 5. 그게 정말이니? (Is That True?) 6. 나도 여자랍니다 (I am a Woman Too) 7. 키키 8. My Boy 9. 약속 10. 늘 그래왔듯이 11. Say Good-Bye 12. 눈물로 남을텐데 13. 그게 정말이니 (Band version) 14. 별이 빛나는 밤에 | 1               | - KOR: 161,103+ |
| My Story (나의 이야기)                                                          | - Phát hành: December 20, 2004 - Label: Warner Music Korea - Định dạng: CD, cassette Danh sách bài hát 1. Intro 2. 달팽이 (Snail) 3. 겨울일기 (Winter diary) 4. I Love School 5. Always 6. 이젠 괜찮아요 (Now no problem at all) 7. 혹시라도 (Perhaps) 8. 모시는 글 9. 연인 (feat. Shin Hye-sung) 10. 사랑하기 좋은 날 (Good Day to Love) 11. 겨울일기 (Bossanova ver.) (Winter diary) 12. 나 (I) 13. Make it right 14. 飛不起來 | 8               | - KOR: 39,791+  |
| She                                                                             | - Phát hành: February 21, 2007 - Label: Warner Music Korea - Định dạng: CD, cassette Danh sách bài hát 1. 사랑 부르기 (Calling out love) 2. 마음을 잃다 (Losing one's mind) 3. You & I 4. 손톱 (Fingernails) 5. 가면무도회 (A Masquerade) (feat. Haha) 6. 사랑을 향합니다 (Towards love) 7. Everything for you 8. Tonight 9. 이젠 말해볼까 (Shall we talk about it now?) 10. 당신의 모든 것을 사랑합니다 (I love everything about you) 11. 사랑 부르기 (Acoustic Ver.) | —               | —               |
| Dream of Asia                                                                   | - Phát hành: March 25, 2008 - Label: LOEN Entertainment - Định dạng: CD Danh sách bài hát CD 1 1. 신기루 (Mirage) 2. Jump!! Jump!! 3. 흉터 (Scar) 4. 미련한 미련이란 것이 (Stupidity What Is Stupidity) 5. Thinkin’ Of You 6. 거짓말쟁이 (Liar) 7. Long Good-Bye 8. 달맞이 꽃 (Evening Primrose) 9. 눈의 아이 (Snow Child) 10. 결혼할래요 11. Shining Day 12. Fairytale [English Version] 13. 신기루 [Japanese Version] 14. Jump!! Jump!! [Japanese Version] 15. We [Japanese Version] CD 2 1. 우리들의 꿈 2. 독신주의 3. 신기루 4. Jump!! Jump!! 5. 남은 건 추억뿐 6. 나를 따라 해 봐 7. 못된 성질 8. 멈춘 사랑 9. 조금만 10. 달빛은 내 마음을 대신해 [Cantonese Version] 11. 달빛은 내 마음을 대신해 [Mandarin Version] | 11              | - KOR: 5,492+*  |
| "—" denotes album did not chart. * Sales data only available through June 2008. | |                 |                 |

### Album phòng thu Hoa ngữ
| Tên album                                                                   | Danh sách bài hát |
| --------------------------------------------------------------------------- | --- |
| One (一张) - Định dạng: CD & VCD - Ngày phát hành: 20 tháng 1, 2005         | 1. 风儿啊！请你停下来 2. 全世界下雨 3. 娜拉In China 4. 飞不起来 5. Sweet Dream 6. 恋爱宣言 7. 我也是女人 8. 甜蜜蜜 9. 可能是爱情 10. Ends |
| Gong Fu (功夫) - Định dạng: CD - Ngày phát hành: 7 tháng 12, 2005           | 1. 对不起我不爱你 2. 功夫 3. 爱上你全部 4. 我要你崇拜 5. 梦飞翔 6. Everyday 7. 危险恋人 8. 天边 9. 出乎预料 10. 烦着呢 |
| Journey of Love (爱的旅途) - Định dạng: CD - Ngày phát hành:2 tháng 8, 2012 | 1. 愛的出口 Export of Love 2. 想說給你聽 Want To Say To You 3. 耍花招 Flashy 4. 我知道 I Know 5. 背靠背 Back To Back 6. 謝謝你給我的幸福 Thank You To My Happiness 7. 只想起你﹙中﹚I Only Think Of you (Chinese version) 8. 只想起你﹙韓﹚I Only Think Of You (Korean version) 9. 救人哪 Rescue Which 10. 讓心去流浪 Heart To Stray |

### Collaborative and compilation albums
| Title                                                 | Album details | Peak chart positions | Sales |
| Title                                                 | Album details | KOR                  | Sales |
| ----------------------------------------------------- | --- | -------------------- | ----- |
| History My Love                                       | - Phát hành: May 4, 2002 |                      |       |
| Jang Nara and Friends                                 | - Phát hành: April 17, 2003 Danh sách bài hát 1. 오 해피데이 2. 피노키오 3. 그날이후 4. Friend (Solo Version) 5. And (performed by Kim Hyun-jung) 6. Lately (performed by Lee Ki-chan) 7. Will Be Mine (performed by Lee Soo-young) 8. Luv N U (performed by Haha, feat. Lil Wow) 9. Today (performed by Kim Yeong-seok) 10. Friend (with Lee Ki-chan) 11. 부디 (performed by The Position) 12. 그래요 (performed by Johan Kim) 13. 아무것도 아닌 이야기 (performed by Sung Si-kyung) 14. 다시 (performed by Natural+) |                      |       |
| Vol. 3: Cheer Up - Coffee Boy Feat. Jang Na-ra        | - Phát hành: March 30, 2015 Track 3: Fight For Your Love For Your Life |                      |       |
| Calling of the Heart - The Second Story Part 2 'Rest' | - Phát hành: May 21, 2015 - Label: FNC Entertainment Track 1: Jesus Loves Me |                      |       |

### Singles
| Title                                                                      | Year           | Peak chart positions | Sales (DL)     | Album                            |
| Title                                                                      | Year           | KOR                  | Sales (DL)     | Album                            |
| As lead artist                                                             | As lead artist | As lead artist       | As lead artist | As lead artist                   |
| -------------------------------------------------------------------------- | -------------- | -------------------- | -------------- | -------------------------------- |
| "Ladylike"                                                                 | 2007           | No data              | No data        | Non-album singles                |
| "Cotton Clouds" (뭉게구름)                                                 | 2007           | No data              | No data        | Non-album singles                |
| "If You Ask Me To"                                                         | 2008           | No data              | No data        | Non-album singles                |
| "Tinker Bell" (팅커벨)                                                     | 2009           | No data              | No data        | Non-album singles                |
| "I Only Think of You" (너만 생각나)                                        | 2012           | 36                   | —              | Non-album singles                |
| "Love" (사랑)                                                              | 2013           | —                    | —              | Non-album singles                |
| Soundtrack appearances                                                     |                |                      |                |                                  |
| "It's Alright"                                                             | 2008           | No data              | No data        | Opposites Attract OST            |
| "Distant Horizon" (천애지아)                                               | 2010           | —                    | —              | Dong Yi OST Part 1               |
| "Snowman in May" (오월의 눈사람타이틀) "Orange Tree" (오렌지 나무)         | 2011           | —                    | —              | Baby Faced Beauty OST Part 1 & 2 |
| "All Day" (하루 종일)                                                      | 2014           | —                    | —              | Mr. Back OST Part 4              |
| "Someday"                                                                  | 2018           | —                    | —              | Your House Helper OST Part 4     |
| "—" denotes releases that did not chart. Data not available prior to 2010. |                |                      |                |                                  |

## Danh sách phim

### Phim điện ảnh
| Năm  | Phim              | Tựa gốc      | Vai            | Notes  | Quốc gia    |
| ---- | ----------------- | ------------ | -------------- | ------ | ----------- |
| 2002 | Help! I'm a Fish  | N/A          | lồng tiếng Hàn | [ 15 ] |             |
| 2003 | Oh! Happy Day     | 오! 해피데이 | Kong Hee-ji    |        | Hàn Quốc    |
| 2007 | Girl's Revolution | 麻雀要革命   |                | [ 16 ] | Trung Quốc  |
| 2009 | Sky and Ocean     | 하늘과 바다  | Ha-neul        |        | South Korea |
| 2012 | Bay Cùng Em       | 一起飞       | Hà Thiên Thiên |        | Hàn Quốc    |
| 2012 | Whoever           | 愛誰誰       | Yawen (cameo)  |        | Hàn Quốc    |
| 2015 | Polaroid          | 폴라로이드   | cameo          | [ 17 ] | Hàn Quốc    |

### Phim truyền hình
| Năm  | Phim | Tựa gốc            | Vai                   | Đài                                                                  | Notes  | Quốc gia   |
| ---- | --- | ------------------ | --------------------- | -------------------------------------------------------------------- | ------ | ---------- |
| 2001 | New Nonstop | 뉴논스톱           | Jang Na-ra            | MBC                                                                  |        | Hàn Quốc   |
| 2002 | Cô gái thông minh | 명랑소녀 성공기    | Cha Yang-soon         | SBS                                                                  |        | Hàn Quốc   |
| 2002 | Chuyện tình nàng hề | 내 사랑 팥쥐       | Yang Song-yee         | MBC                                                                  |        | Hàn Quốc   |
| 2003 | Hello! Balbari | 헬로 발바리        | (cameo)               | KBS2                                                                 | [ 18 ] | Hàn Quốc   |
| 2004 | Love Is All Around | 사랑을 할꺼야      | Jin Bo-ra             | MBC                                                                  |        | Hàn Quốc   |
| 2004 | Silver Love | 银色年华           | Nara                  | CCTV                                                                 | [ 19 ] | Trung Quốc |
| 2005 | Banjun Drama "I Got Married to a Weird Woman" "My Love Mite" "Reincarnation" "And There Was Nothing" "Strange Village" "The Golden Age of Gas Man" | 대결! 반전 드라마  |                       | SBS                                                                  |        | Hàn Quốc   |
| 2005 | Công chúa bướng bỉnh | 刁蠻公主           | Tư Đồ Tịnh            | Guangdong Television                                                 |        | Trung Quốc |
| 2005 | Wedding | 웨딩               | Lee Se-na             | KBS2                                                                 |        | Hàn Quốc   |
| 2007 | Tình yêu trong trắng | 纯白之恋           | Vưu Hảo Vận           | Đài Phát thanh truyền hình Hồ Nam                                    | [ 20 ] | Trung Quốc |
| 2010 | Thiết diện ca nữ | 铁面歌女           | Hu Die/Hu Yin Yin     | Đài Truyền hình Thiểm Tây                                            | [ 21 ] | Trung Quốc |
| 2011 | Thái y nghịch ngợm | 刁蛮俏御医         | Hà Thiên Tâm          | Công ty Truyền hình Trung Quốc HNTV Jiangxi TV Hubei TV Southeast TV | [ 22 ] | Trung Quốc |
| 2011 | Vẻ đẹp trẻ thơ | 동안미녀           | Lee So-young          | KBS2                                                                 |        | Hàn Quốc   |
| 2012 | Race Course | 跑馬場             | Matsuno Akiko         | Đài Truyền hình Trung ương Trung Quốc                                |        | Trung Quốc |
| 2012 | School 2013 | 학교 2013          | Jung In-jae           | KBS2                                                                 |        | Hàn Quốc   |
| 2013 | Red Palanquin | 红轿子             | Qiao Lizhen           | Truyền hình Hồ Châu                                                  |        | Trung Quốc |
| 2014 | Định mệnh anh yêu em (Hàn ver) | 운명처럼 널 사랑해 | Kim Mi-young          | MBC                                                                  |        | Hàn Quốc   |
| 2014 | Drama Festival "Old Farewell" | 오래된 안녕        | Han Chae-hee          | MBC                                                                  |        | Hàn Quốc   |
| 2014 | Quý ông hồi xuân | 미스터 백          | Eun Ha-soo            | MBC                                                                  |        | Hàn Quốc   |
| 2015 | One-Winged Eagle | 单翼雄鹰           | Zhang Lanfang (cameo) | Đài Truyền hình Trung ương Trung Quốc                                | [ 23 ] | Trung Quốc |
| 2015 | Hello Monster | 너를 기억해        | Cha Ji-an             | KBS2                                                                 |        | Hàn Quốc   |
| 2016 | Hạnh phúc tìm lại | 한번 더 해피엔딩   | Han Mi-mo             | MBC                                                                  |        | Hàn Quốc   |
| 2017 | Cặp đôi vượt thời gian | 고백부부           | Ma Jin-joo            | KBS2                                                                 |        | Hàn Quốc   |
| 2018 | Hoàng hậu cuối cùng | 황후의 품격        | Oh Sunny              | SBS                                                                  |        | Hàn Quốc   |
| 2019 | Vị khách VIP (Kẻ thứ 3) | 브이아이피         | Na Jung-sun           | SBS                                                                  | [ 24 ] | Hàn Quốc   |
| 2020 | Đại chiến kén rể | 오 마이 베이비     | Jang Ha-ri            | TvN                                                                  |        | Hàn Quốc   |
| 2021 | Bất động sản trừ tà | 대박부동산         | Hong Ji-ah            | KBS2                                                                 |        | Hàn Quốc   |

## Âm nhạc
Tháng 10 năm 2002, ca khúc chính trong phim Chuyện tình nàng hề là Sweet Dream ra đời nằm trong album cùng tên là album Vol.2, album thành công nhất trong sự nghiệp của Jang Nara và trở thành một trong những album bán chạy nhất ở Hàn Quốc giúp cô giành được nhiều giải thưởng trong đó có 2 giải thưởng Daesang, giải KBS Music Awards, MBC Singer Award, giải đĩa vàng của đài MBC, giải 10 ngôi sao xuất sắc nhất của đài SBS, giải MTV âm nhạc Hàn Quốc. Mọi lễ trao giải âm nhạc lớn nhất trong năm đều vang danh cô.

## Giải thưởng và đề cử
| Năm  | Giải thưởng                                           | Hạng mục                                                               | Đề cử                                              | Kết quả   | Nguồn |
| ---- | ----------------------------------------------------- | ---------------------------------------------------------------------- | -------------------------------------------------- | --------- | ----- |
| 2001 | Golden Disk Awards                                    | Best New Artist                                                        | First Story                                        | Đoạt giải |       |
| 2001 | SBS Music Awards                                      | Best New Artist                                                        | First Story                                        | Đoạt giải |       |
| 2001 | MBC Music Awards                                      | Best New Artist                                                        | First Story                                        | Đoạt giải |       |
| 2002 | Mnet Asian Music Awards                               | Best Female Arist                                                      | Sweet Dream                                        | Đoạt giải |       |
| 2002 | Mnet Asian Music Awards                               | Special Jury Prize                                                     | Sweet Dream                                        | Đề cử     |       |
| 2002 | Mnet Asian Music Awards                               | Mobile Popularity Award                                                | Sweet Dream                                        | Đoạt giải |       |
| 2002 | KBS Music Awards                                      | Grand Prize (Daesang)                                                  | Sweet Dream                                        | Đoạt giải |       |
| 2002 | MBC Music Awards                                      | Grand Prize (Daesang)                                                  | Sweet Dream                                        | Đoạt giải |       |
| 2002 | MBC Music Awards                                      | Most Popular Artist                                                    | Sweet Dream                                        | Đoạt giải |       |
| 2002 | KMTV Korean Music Awards                              | KMTV Award                                                             | Sweet Dream                                        | Đoạt giải |       |
| 2002 | Golden Disk Awards                                    | Main Prize (Bonsang)                                                   | Sweet Dream                                        | Đoạt giải |       |
| 2002 | Seoul Music Awards                                    | Main Prize (Bonsang)                                                   | Sweet Dream                                        | Đoạt giải |       |
| 2002 | KBS Entertainment Awards                              | Best Newcomer in a Variety Show                                        |                                                    | Đoạt giải |       |
| 2002 | SBS Drama Awards                                      | Top 10 Stars                                                           | Cô gái thông minh                                  | Đoạt giải |       |
| 2003 | Baeksang Arts Awards                                  | Best New Actress                                                       | Cô gái thông minh                                  | Đoạt giải |       |
| 2003 | CCTV-MTV Music Awards                                 | Korean Singer Of The Year                                              |                                                    | Đoạt giải |       |
| 2003 | Korea Advertisers Association                         | Good Model Award                                                       |                                                    | Đoạt giải |       |
| 2004 | Commendation From The Secretary Of Defense            |                                                                        |                                                    | Đoạt giải |       |
| 2004 | Hononary Master's Degree From The Bejing Film Academy |                                                                        |                                                    | Đoạt giải |       |
| 2004 | Mnet Asian Music Awards                               | Best Female Artist                                                     | Is That True ?                                     | Đề cử     |       |
| 2005 | China Golden Disk Awards                              | Most Popular Singer                                                    |                                                    | Đoạt giải |       |
| 2005 | Asia-Pacific Music Chart Awards                       | Asia's Best Female Singer                                              |                                                    | Đoạt giải |       |
| 2005 | Asia-Pacific Music Chart Awards                       | Award for Outstanding Contribution to Korean-Chinese Cultural Exchange |                                                    | Đoạt giải |       |
| 2005 | Asia-Pacific Music Chart Awards                       | Top 10 Golden Songs                                                    |                                                    | Đoạt giải |       |
| 2005 | Inter-Parliamentary Union Award for Social Service    | Recipient                                                              |                                                    | Đoạt giải |       |
| 2007 | Chunsa Film Art Awards                                | Hallyu Cultural Award                                                  |                                                    | Đoạt giải |       |
| 2008 | Asia Model Festival Awards                            | Asia Star Award                                                        |                                                    | Đoạt giải |       |
| 2008 | Culture Day                                           | Today's Young Artist Awards                                            |                                                    | Đoạt giải |       |
| 2008 | Seoul Tour Awards                                     | Best Korean Star Promoting Seoul Tourism                               |                                                    | Đoạt giải |       |
| 2009 | CSR Korea Awards                                      | Special Award (Individual)                                             |                                                    | Đoạt giải |       |
| 2009 | Grand Bell Awards                                     | Best Actress                                                           | Sky And Ocean                                      | Đề cử     |       |
| 2010 | 19th China Golden Rooster and Hundred Flowers Awards  | Best Actress in a Forgein Film                                         | Sky And Ocean                                      | Đoạt giải |       |
| 2011 | KBS Drama Awards                                      | Top Excellent Award, Actress                                           | Vẻ đẹp trẻ thơ                                     | Đề cử     |       |
| 2011 | KBS Drama Awards                                      | Excellent Award, Actress in a Miniseries                               | Vẻ đẹp trẻ thơ                                     | Đoạt giải |       |
| 2012 | KBS Drama Awards                                      | Top Excellent Award, Acterss                                           | School 2013                                        | Đề cử     |       |
| 2012 | KBS Drama Awards                                      | Excellent Award, Actress in a Miniseries                               | School 2013                                        | Đoạt giải |       |
| 2014 | 3rd APAN Srar Awards                                  | Top Excellent Award, Actress in a Miniseries                           | Định mệnh anh yêu em (Bản Hàn)                     | Đề cử     |       |
| 2014 | MBC Drama Awards                                      | Popularity Award, Actress                                              | Định mệnh anh yêu em (Bản Hàn) và Quý ông hồi xuân | Đoạt giải |       |
| 2014 | MBC Drama Awards                                      | Top Excellent Award, Actress in a Miniseries                           | Định mệnh anh yêu em (Bản Hàn)                     | Đoạt giải |       |
| 2014 | MBC Drama Awards                                      | Best Couple Award với Jang Huyk                                        | Định mệnh anh yêu em (Bản Hàn)                     | Đoạt giải |       |
| 2015 | 8th Korea Drama Awards                                | Top Excellent Award, Actress                                           | Hello Monster                                      | Đề cử     |       |
| 2017 | KBS Drama Awards                                      | Top Excellent Award, Actress                                           | Cặp đôi vượt thời gian                             | Đề cử     |       |
| 2017 | KBS Drama Awards                                      | Excellent Award, Actress in a Miniseries                               | Cặp đôi vượt thời gian                             | Đoạt giải |       |
| 2017 | KBS Drama Awards                                      | Best Couple Award với Son Ho Jun                                       | Cặp đôi vượt thời gian                             | Đoạt giải |       |
| 2017 | KBS Drama Awards                                      | Netizen Award, Female                                                  | Cặp đôi vượt thời gian                             | Đề cử     |       |
| 2018 | 23rd Chunsa Film Art Awards                           | Special Achievement Award                                              |                                                    | Đoạt giải |       |
| 2018 | 6th APAN Star Awards                                  | Excellent Award, Actress in a Miniseries                               | Cặp đôi vượt thời gian                             | Đề cử     |       |
| 2018 | SBS Drama Awards                                      | Top Excellent Award, Actress in a Wednesday-Thursday Drama             | Hoàng hậu cuối cùng                                | Đoạt giải |       |
| 2019 | 14th Seoul International Drama Awards                 | Outstanding Korean Actress                                             | Hoàng hậu cuối cùng                                | Đoạt giải |       |
| 2019 | SBS Drama Awards                                      | Top Excellent Award, Actress in a Miniseries                           | Vị Khách VIP                                       | Đề cử     |       |
| 2019 | SBS Drama Awards                                      | Producer Award                                                         | Vị Khách VIP                                       | Đoạt giải |       |